# سیارک ۱۸۱۰۴
سیارک ۱۸۱۰۴ (به انگلیسی: 18104 Mahalingam، نامگذاری:2000NP3) هجده هزار و صد و چهارمین سیارک کشف شده‌است که در ۳ ژوئیه ۲۰۰۰ کشف شد.
قدر مطلق سیارک برابر ۱۸.۶ است.